# Acyrthosiphon svalbardicum
Acyrthosiphon svalbardicum är en insektsart. Acyrthosiphon svalbardicum ingår i släktet Acyrthosiphon och familjen långrörsbladlöss. Inga underarter finns listade i Catalogue of Life.